# محرم فؤاد
محرم فؤاد مطرب وممثل مصري. تعرف عليه المخرج هنري بركات وقدمه في أول أفلامه حسن ونعيمة مع سندريلا الشاشه سعاد حسني وكان وقتها في الخامسة والعشرين من عمره. لحّن له بليغ حمدي وفريد الأطرش ثم قام بالتلحين لنفسه. وعمل فترة في السينما اللبنانية ثم عاد إلى مصر عمل ملحّنا لنفسه وللآخرين. عُرف بتعدد زيجاته في الوسط الفني وخارجه فتزوج في لبنان وأنجب ولداً كما تزوج من الممثلة عايدة رياض ومذيعة تليفزيون كما كان الزوج الحادي عشر لتحية كاريوكا.

## من أغنياته
- رمش عينه،
- تعب القلوب،
- يا واحشني رد عليه،
- أوعى تكون بتحب يا قلبي،
- والنبي لنكيد العزال،
- ندم،
- غدارين،
- كله ماشي،
- يا غزال اسكندراني،
- سلامات يا حبايب،
- أنا عايز صبيه،
- وأنت عني بعيد،
- الحلوة داير شباكها،
- معرفتش تحبني،
- زي ما كون عطشان،
- مسا التماسي،
- سلامات،
- يا حبيبي قوللي،
- داري جمالك،
- زي نور الشمس،
- معرفتش تحبني،
- قوللي بحبك قوللي،
- قالوا الحب عذاب،
- شفت بعيني،
- لا تلوموني،
- هسيبلك الدنيا،
- يا غزال،
- إدى حالك يا هوى،
- أبحث عن سمراء،
- سيبو المجروح في همه،
- قربي مني عيوني،
- لو كان الأمر أمري،
- قالوا الحب عذاب،
- أوعى تكون بتحب يا قلبي،
- محروم،
- ع المينا،
- يا حبيبي قولي آخرة جرحي إيه،
- مراسيل،
- بحبك يا شبرا،
- اشكي لمين،
- أبداً والله،
- يا واحشني رد عليه،
- قلبي اللي خدتيه رجعيه،
- عزيزي وحبيبي،
- أنا مالي ومال الناس،
- حن،
- خمسة سياحة،
- أجمل صباح عندي،
- وأنت عني بعيد.

## أعماله
بلغ رصيد محرم السينمائي 13 فيلماً أولها «حسن ونعيمة» مع سعاد حسني ومحمود السباعي في العام 1959م وفي العام 1961 قدّم فيلم «نصف عذراء» مع زبيدة ثروت ومحسن سرحان وفي العام 1960م فيلم «وداعا يا حب» مع مريم فخر الدين وآمال فريد وفيلم «لحن السعادة» مع إيمان وزكي رستم وفيلم «من غير ميعاد» مع نادية لطفي وسعاد حسني وفي العام 1962م فيلم «حكاية غرام» (لبنان) مع مها صبري وحسن المليجي و«سلاسل من حرير» مع مديحة يسري وزيزي البدراوي وفي العام 1963م «شباب طائش» مع سميرة أحمد ويوسف فخر الدين وفي العام 1964م فيلم «عتاب» (لبنان) مع سميرة توفيق وإبراهيم خان وفي العام 1965م «ولدت من جديد» (لبنان) مع نزهة يونس وفيلم «الصبا والجمال» (لبنان) مع صباح وحسن المليجي وفي العام 1971م «عشاق الحياة» مع نادية لطفي ويوسف وهبي ومحمود المليجي وفي العام 1975م «الملكة وأنا» مع جورجينا رزق ووحيد سيف وبعد هذا الفيلم لم يقدم أي أفلام سينمائية على الإطلاق.
قدّم محرم فؤاد للمسرح الغنائي مسرحيتين هما «دنيا البيانولا» و«القشاط»، وللإذاعة قدّم مسلسلين «حب ونغم» و«حياة كامل الخلعي» وبلغ رصيده الغنائي حوالي 900 أغنية منها 500 أغنية بين العاطفية والشعبية و 400 أغنية وطنية لمصر والعالم العربي منها 20 أغنية لفلسطين لدرجة أن البعض كان يظن أنه فلسطيني الأصل.

## أفلامه
- 1959: حسن ونعيمة
- 1960: وداعا يا حب
- 1960: لحن السعادة
- 1961: نصف عذراء
- 1962: من غير ميعاد
- 1962: سلاسل من حرير
- 1962: حكاية غرام
- 1963: شباب طائش
- 1964: عتاب
- 1965: ولدت من جديد
- 1965: الصبا والجمال
- 1971: عشاق الحياة
- 1975: الملكة وأنا

## زوجاته
في سجل محرم  الزوجي والأسريّ سبع زيجات وكانت الأولى من تحية كاريوكا، بينما كان هو رقم 11 في سجلها، وبعد انفصالهما تزوج من سيدة أجنبية لم يمكث معها كثيرًا، أما الثالثة فكانت اللبنانية ماجدة بيضون وأنجب منها ابنه طارق، ويقال أنه ارتبط سريًا بالفنانة ميرفت أمين أثناء زواجه الثالث وتسبب هذا في انفصاله عن والدة ابنه الوحيد، وزيجة من الممثلة اللبنانية حبيبة.
الزيجة الرابعة كانت من ملكة جمال الكون اللبنانية جورجينا رزق، بطلة فيلمه الأخير «الملكة وأنا»؛ حيث تعرف عليها أثناء التصوير في لبنان عام 1975، وفي نهاية السبعينيات تزوج من الممثلة عايدة رياض ولكنه انفصل عنها بعد اتهامها في قضية آداب شهيرة. آخر زيجاته كانت المذيعة التليفزيونية منى هلال، والتي بقيت معه حتى وفاته متأثراً بأزمة قلبية في 27 يونيو عام 2002.

## وفاته
توفي في 27 يونيو 2002م.

## وصلات خارجية
- محرم فؤاد على موقع IMDb (الإنجليزية)
- محرم فؤاد على موقع قاعدة بيانات الأفلام العربية
- محرم فؤاد على موقع ميوزك برينز (الإنجليزية)
- محرم فؤاد على موقع قاعدة بيانات الفيلم (الإنجليزية)